# Lac Anna
Cet article possède un paronyme, voir La Canna.
Le lac Anna est l'un des plus importants lacs de retenue de Virginie, couvrant une superficie de 53 km2. Il est situé à 116 km au sud-ouest de Washington, et occupe une partie des comtés de Louisa, de Spotsylvania et d'Orange. Le lac est facilement accessible depuis Richmond et Charlottesville, ce qui en fait l'un des lacs de villégiature les plus populaires de l'État.

## Description
Le réservoir est formé par le barrage édifié sur la rivière North Anna affluent de Pamunkey River. Sa construction en 1972 est destinée à fournir une eau fraîche pour refroidir la Centrale nucléaire de North Anna. En 1986 a été rajouté au barrage une centrale hydroélectrique d'un mégawatt.
Le barrage fait 1 524 mètres de long sur une hauteur de 27 mètres. Il est constitué de remblai en terre d'une largeur de 9 mètres à la crête. Le déversoir de 60 mètres de large se situe au centre du corps.
Le lac Anna fait environ 27 km. de long de pointe à pointe et développe 300 km. de côtes. Il est compartimenté par des digues de pierres identifiant une zone publique (zone froide) avec marinas et ports de plaisance, et une zone privée (zone chaude) réservée aux exploitants de la centrale nucléaire. Les zones communiquent par des canaux souterrains.

## Source
- (en) Cet article est partiellement ou en totalité issu de l’article de Wikipédia en anglais intitulé « Lake Anna » (voir la liste des auteurs).